# Śrī Vaiṣṇava

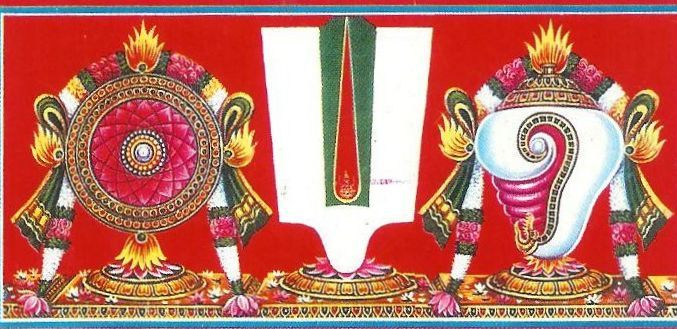
Il tilaka dello Śrī Sampradāya del Sud, scuola detta Teṅkalai.

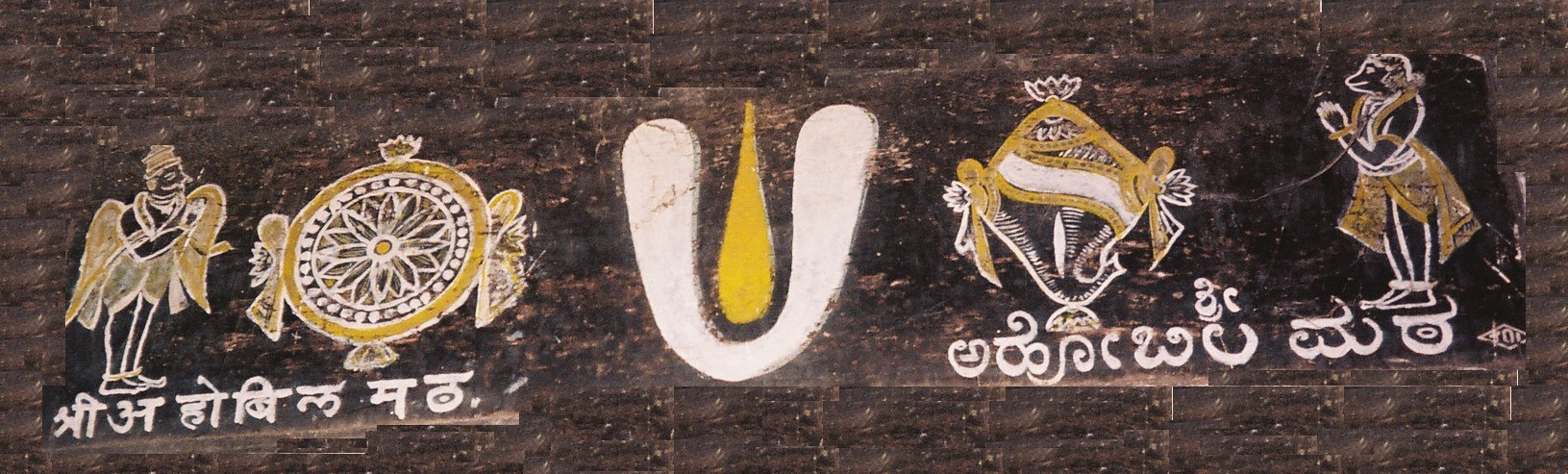
Il tilaka dello Śrī Vaiṣṇava del Nord, scuola detta Vaṭakalai.

Lo Śrī Vaiṣṇava o Śrī Sampradāya  è uno dei sei maggiori sampradāya viṣṇuiti. Il culto di questo sampradāya verte quindi su Viṣṇu/Nārāyaṇa e sul suo principale avatāra, Kṛṣṇa, nonché sull'eterna paredra di Viṣṇu, Lakṣmī, e quindi su quella moglie/paredra di Kṛṣṇa, Nīlā, meglio conosciuta con il nome in lingua tamiḻ, Nappinai.
Questa comunità viṣṇuita è prevalentemente presente nell'India meridionale, segnatamente nel Tamiḻ Nāḍu, anche se vi sono comunità sparse per tutto il Subcontinente indiano. 
Il primo ācārya (tamiḻ: āsāri) di questo sampradāya è considerato il brahmano Nāthamuni (tamiḻ: Nātamuṉi; X secolo). La teologia è quella propria di Rāmānuja (X secolo), qui considerato il terzo ācārya del sampradāya, preceduto dal nipote di Nāthamuni, Yādava (anche Ālavandār; X sec.).
La posizione teologica degli Śrī Vaiṣṇava viene da questi indicata come Ubhaya Vedānta, intendendo con "dualità", "duplice" (ubhaya) il fatto di considerare autorevoli quanto le sanscrite Śruti, gli stessi inni in lingua tamiḻ composti dagli āḻvār, e raccolti nel canonico Nālāyirativviyappirapantam: tra questi particolare predilezione è per il testo di Nammāḻvār il Tiruvāymoḻi, qui considerato alla stregua di un'autorevole Upaniṣad. 
I devoti di questo sampradāya, detti anche rāmānujin, si sono divisi in due branche. Quella maggiormente presente nel Sud dell'India, detta in tamiḻ dei Teṅkalai, predica la teologia elaborata da Pillai (XIV secolo, autore dello Śrīvacanabhūṣana, 484 aforismi) e detta del "gatto", dove l'individuo si abbandona a Dio, come il gattino nelle fauci della madre, per farsi trasportare "passivamente" verso la liberazione.  E quella maggiormente presente nel Nord, detta in tamiḻ dei Vaṭakalai, segue invece la teologia elaborata da Veṅkaṭanāta (XIV secolo) e detta della "scimmia" in quanto l'abbandono a Dio deve essere "attivo" da parte dell'uomo come la scimmietta che si fa trasportare dalla madre ma si "aggrappa" "attivamente" al suo pelo. 
La letteratura religiosa della scuola settentrionale è di preferenza in lingua sanscrita a differenza di quella meridionale che predilige il tamiḻ. Inoltre la scuola settentrionale ha riservato solo a sé la denominazione Śrī Vaiṣṇava.